# Parafia Najświętszej Maryi Panny Królowej Polski w Linowie
Parafia Najświętszej Maryi Panny Królowej Polski w Linowie – parafia rzymskokatolicka, znajdująca się w diecezji sandomierskiej, w dekanacie Zawichost.